# ハイブリッド・エレクトリック・トレイン
ハイブリッド・エレクトリック・トレイン（英: Hybrid Electric Train、略称HET）は、フィリピン国鉄の通勤形気動車である。
フィリピン初のハイブリッド式（シリーズ方式）の鉄道車両であり、フィリピン科学技術省により開発された。

## 概要
本車両の開発は、フィリピン科学技術省の金属工業研究開発センターがフィリピン国鉄との業務提携で行われたプロジェクトである。
ハイブリッド式の鉄道車両は2012年に考案された。翌年に設計や車両メーカーの入札が行われ、車両製造はバス車体や特装車の製造を手掛けるフィル-アジア・オートモーティブ&インダストリーズが担当することとなった。車両は2014年から2015年にかけて製造された。2019年6月20日にフィリピン国鉄への引き渡し式が行われ、7月をめどに営業運転を開始する予定であると報じられたが、未だに営業運転のめどは立っていない。
本車両の開発にあたり、科学技術省は様々な分野から技術者を集め、フィリピン国内で設計・製造が行われた。なお、主要機器類はフィリピン国外から輸入品である。
科学技術省開発の国産鉄道車両は、ビクータンAGTやフィリピン大学ディリマン校AGT向けの案内軌条式電車に次いで2例目となる。

## 概説
列車は5両編成で、そのうち1両は電源車となっており、乗客は利用できない。

### 車体
車体は軟鋼製で、塗装は水色（下部は灰色の帯と白色）。投石対策として先頭車前面、側面窓には金網が設置されている。また、電源車は妻面にルーバーがあり、屋根に排気口が付いた構造となっている。他のフィリピン国鉄の車両とは異なり、12m級・片側1扉の短い車体とし、床下カバーがある。

### 車内
車内は白色を基調とし、座席は水色のFRP製ロングシート、床材は灰色系としている。また、車内設備として冷房装置、液晶ディスプレイ、防犯カメラ、スプリンクラーなどが設置されている。電源車の機械室内には、ディーゼル発電機と260個の鉛蓄電池が設置されている。
客用ドアは引き戸式。なお、電源車のみドアが異なっている。床面はホームと大きな段差があるため、乗降口にステップが設置されている。

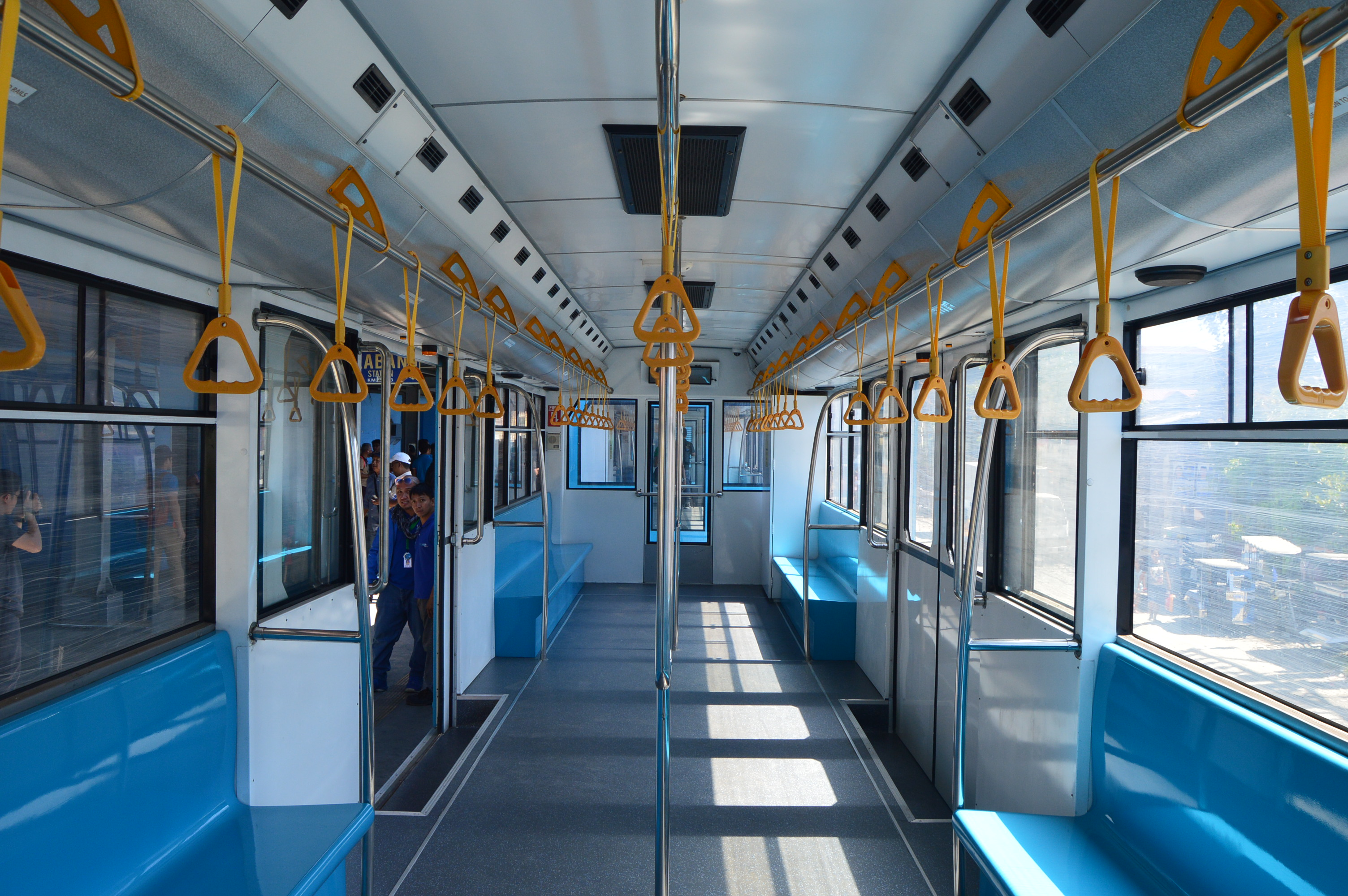
客室
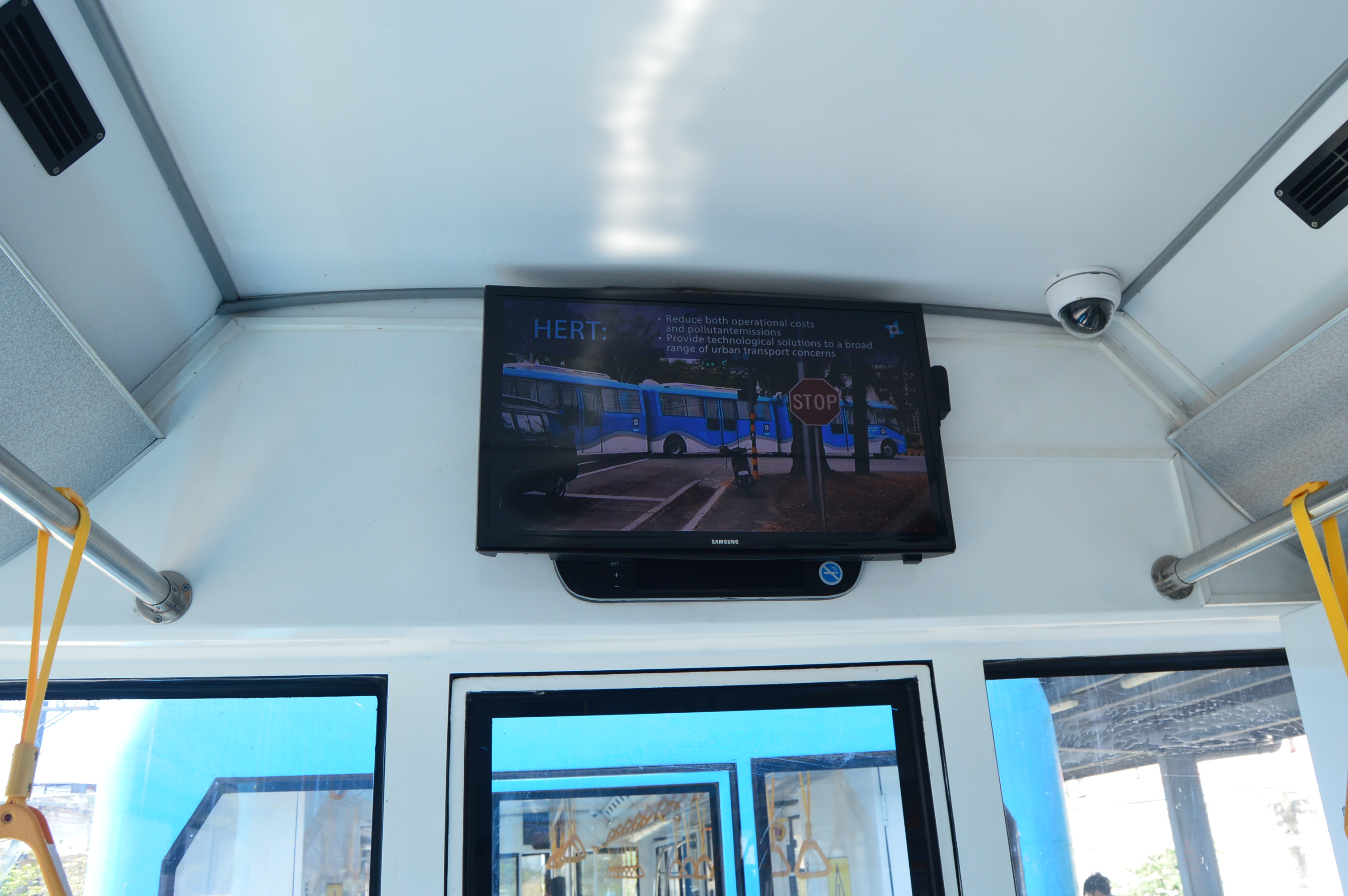
液晶ディスプレイと防犯カメラ
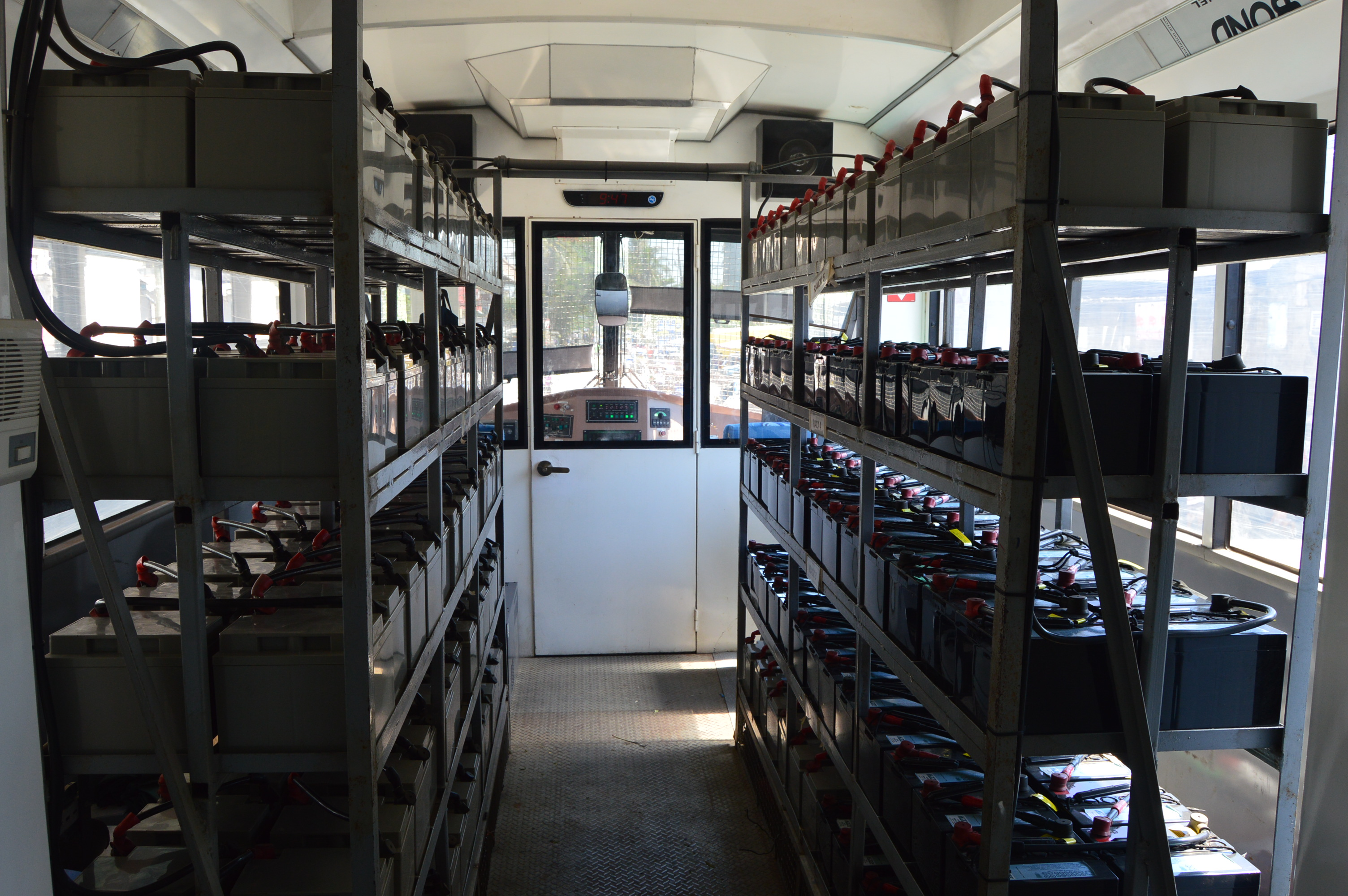
機械室
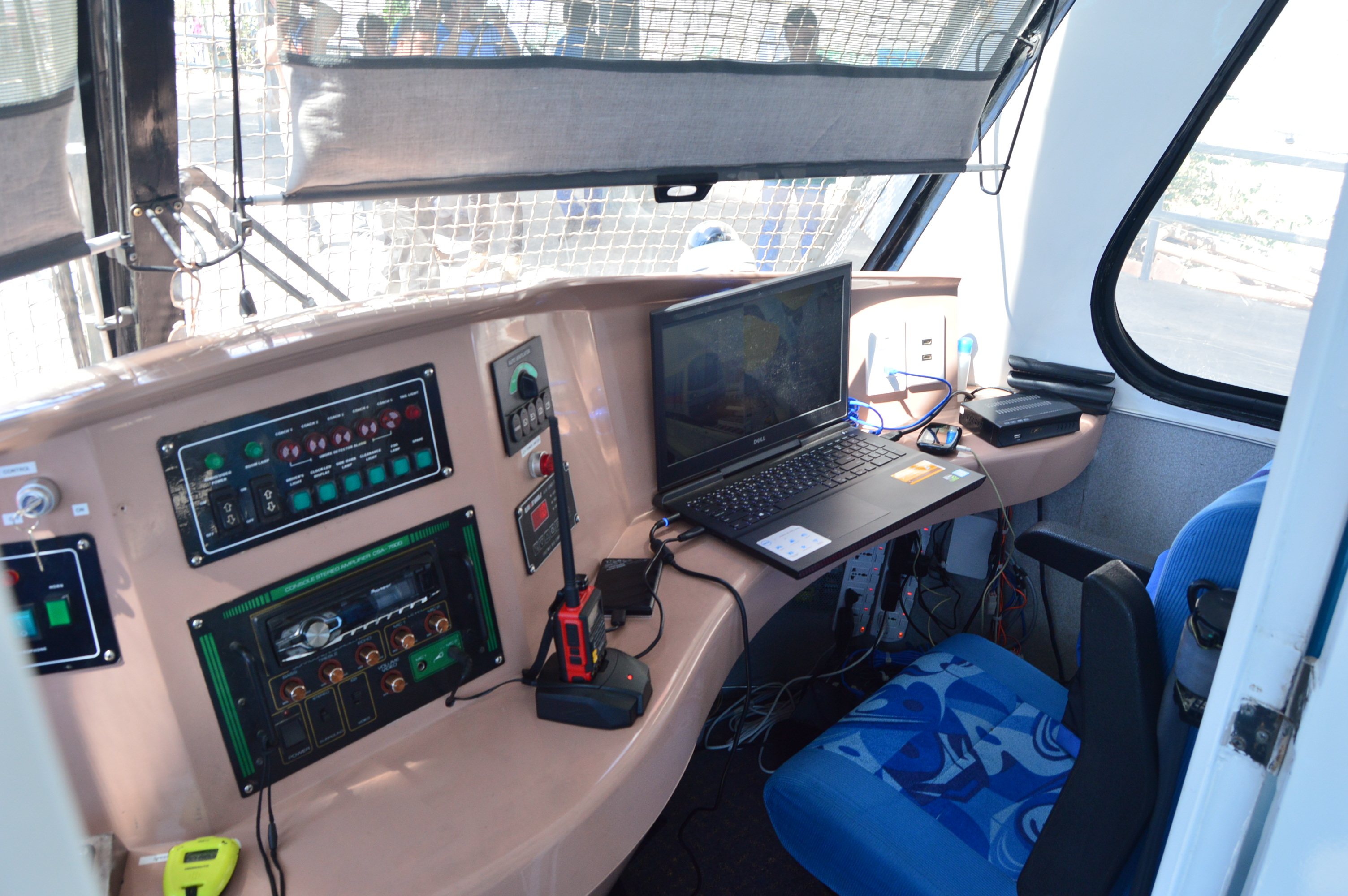
乗務員室

### 機器・システム
本車両では、シリーズハイブリッド方式と呼ばれるシステムを採用し、ディーゼル発電機と蓄電池は各機器へ電力を供給する電源として用いられる。
力行時には蓄電池またはディーゼル発電機からの両方の電力を使用して、VVVFインバータ装置によりVVVFインバータ制御で主電動機を駆動させる。制動時には回生ブレーキにより主電動機から発生した電力をVVVFインバータ装置を介して蓄電池に充電する。
台車は韓国・成信RST製で、軸箱支持機構に積層ゴムを用いるシェブロン式である。主電動機は1台車につき1基搭載されている。

## 運用
- 2018年 - 科学技術週間の一環として、7月17日から7月21日までデラ・ロサ駅～エドゥサ駅間で無料走行が行われた[5]。
- 2019年 - 4月24日と5月6日から5月23日までアラバン駅～ビニャン駅間で無料走行が行われた。また、7月をめどに営業運転を開始する予定である[6][4]と報じられたが、2020年現在も休車状態が続いている。